# Hanazono
Hanazono (japonsky 花園天皇, Hanazono -tennó, 14. srpna 1297─ 2. prosince 1348) byl devadesátý pátý císař Japonska v souladu s tradičním pořadím posloupnosti. Vládl od 11. září 1308 do své abdikace 29. března 1318.
Princ, jehož osobní jméno (imina) před nástupem na Chryzantémový trůn znělo Tomihito (富仁親王), byl čtvrtým synem 92. císaře Fušimiho z císařské linie Džimjóin-tó. 

## Události za Hanazonova života
Princ Tomihito se stal císařem po smrti svého bratrance z druhého kolena, císaře Go-Nidžóa z císařské linie Daikakudži.
Roku 1308 císař Go-Nidžó zemřel ve věku 24 let na následky nemoci a nástupnictví (senso) obdržel jeho bratranec. Krátce na to princ Tomihito, pozdější císař Hanazono, údajně usedl na Chryzantémový trůn (sokui).
Jak Hanazonův otec, odstoupivší císař Fušimi, tak Hanazonův bratr, odstoupivší císař Go-Fušimi, oba během jeho vlády uplatňovali svůj vliv jako klášterní císaři.
Během Hanazonovy vlády došlo při jednáních mezi šógunátem Kamakura a císařskými liniemi Džimjóin-tó a Daikakudži-tó k dohodě, že obě linie vládnoucího rodu se budou na trůnu střídat každých deset let (smlouva Bumpó). Tato dohoda však neměla dlouhého trvání. Porušil ji již následující císař Go-Daigo, který nedbal vyjednaných ustanovení, když se v roce 1331 odmítl střídat na trůně s linií Džimjóin císaře Go-Sagy.
Roku 1318 císař Hanazono abdikoval ve prospěch svého bratrance z druhého kolena, prince Takharua z linie Daikakudži, pozdějšího císaře Go-Daiga, který byl bratrem zemřelého císaře Go-Nidžóa. Po své abdikaci začal s výchovou svého synovce, budoucího prvního panovníka Severního dvora císaře Kógona.
V roce 1335 se Hanazono stal buddhistickým knězem odnože zen a pod jeho patronátem se jeho palác stal chrámem Mjóšindži, který je dnes hlavním chrámem zenové školy Rinzai šú. Po Hanazonovi je pojmenována i soukromá univerzita sousedící s chrámem Mjóšindži a nádraží v kjótské čtvrti Ukjó-ku. 
Bývalý císař Hanazono zemřel 2. prosince 1348. Jeho císařská hrobka je známá jako Jurakuin no ue no misasagi a nachází se v kjótské čtvrti Higašijama-ku.

## Rodina
Císařský princ Tomihito neboli císař Hanazono měl 3 manželky, s nimiž zplodil 9 dětí, 4 syny a 5 dcer. 
| Japonští císaři      | Japonští císaři    | Japonští císaři    |
| -------------------- | ------------------ | ------------------ |
| Předchůdce: Go-Nidžó | 1308–1318 Hanazono | Nástupce: Go-Daigo |